# Шот
Шот (араб. شط) — арабська назва типового елементу рельєфу в пустелях Африки — замкнуті зниження, дно яких вкрито шаром солі або кіркою мулу. Після дощів вони перетворюються на солоні озера. Характерні для північно-східної частини Африки (Марокко, Алжир, Туніс), де прилягають до передгірних й міжгірних улоговин. Ґрунти з високим вмістом солей, мають високий рівень ґрунтових вод. Гідрографічна мережа представлена безліччю неглибоких пересихаючих річок. Більшість із них не мають виходу до моря й у період сильних дощів наповнюють шоти водою. Деякі займають великі площі, наприклад шот Ель-Джерід (близько 5 тис. км²) та шот Ель-Гарса (1,3 тис. км²) у Тунісі. Часто шоти лежать нижче рівня моря: дно шота Мельгір розташоване на 26 м нижче рівня моря.